# Gamla Linköping

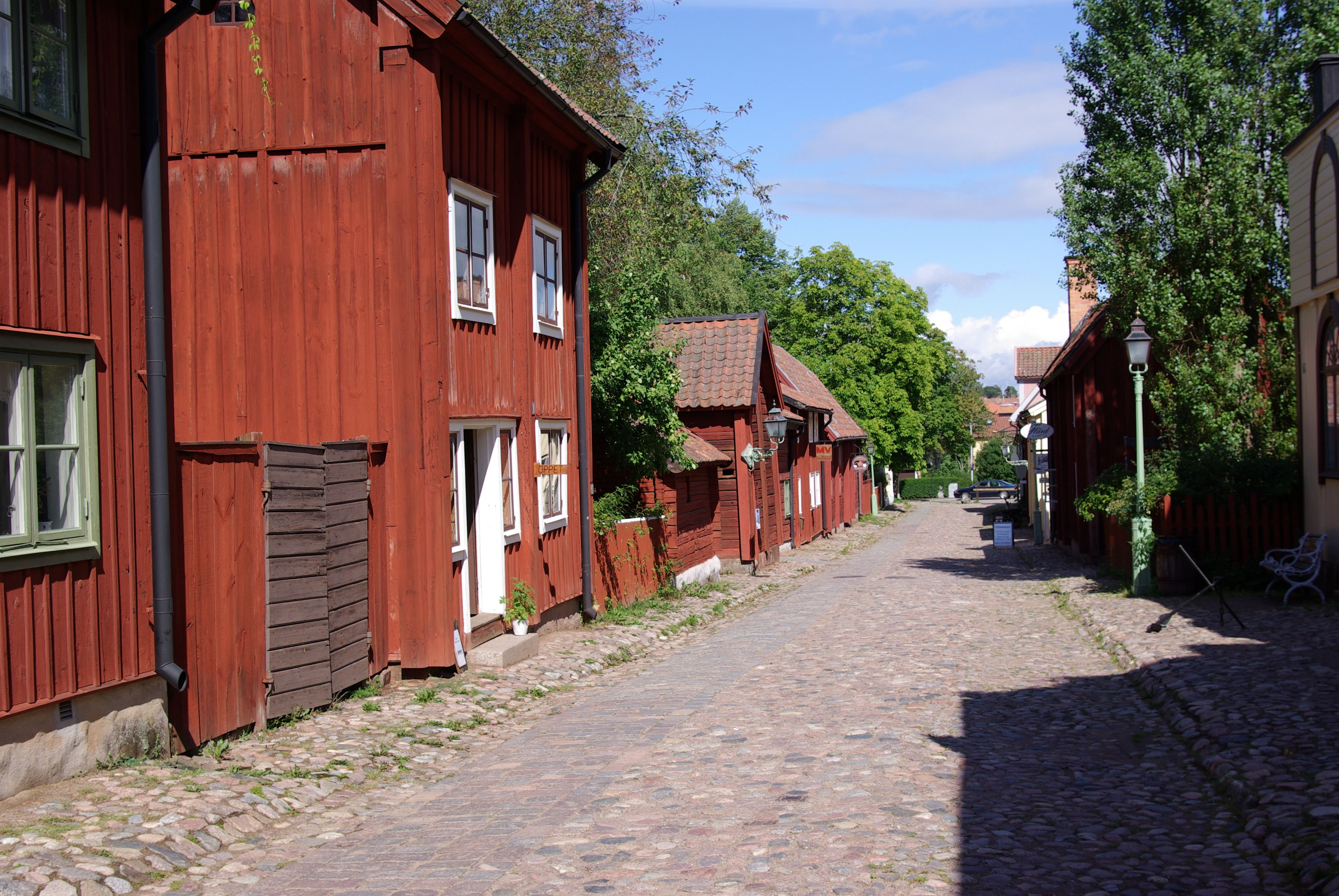
Eine Straße in Gamla Linköping

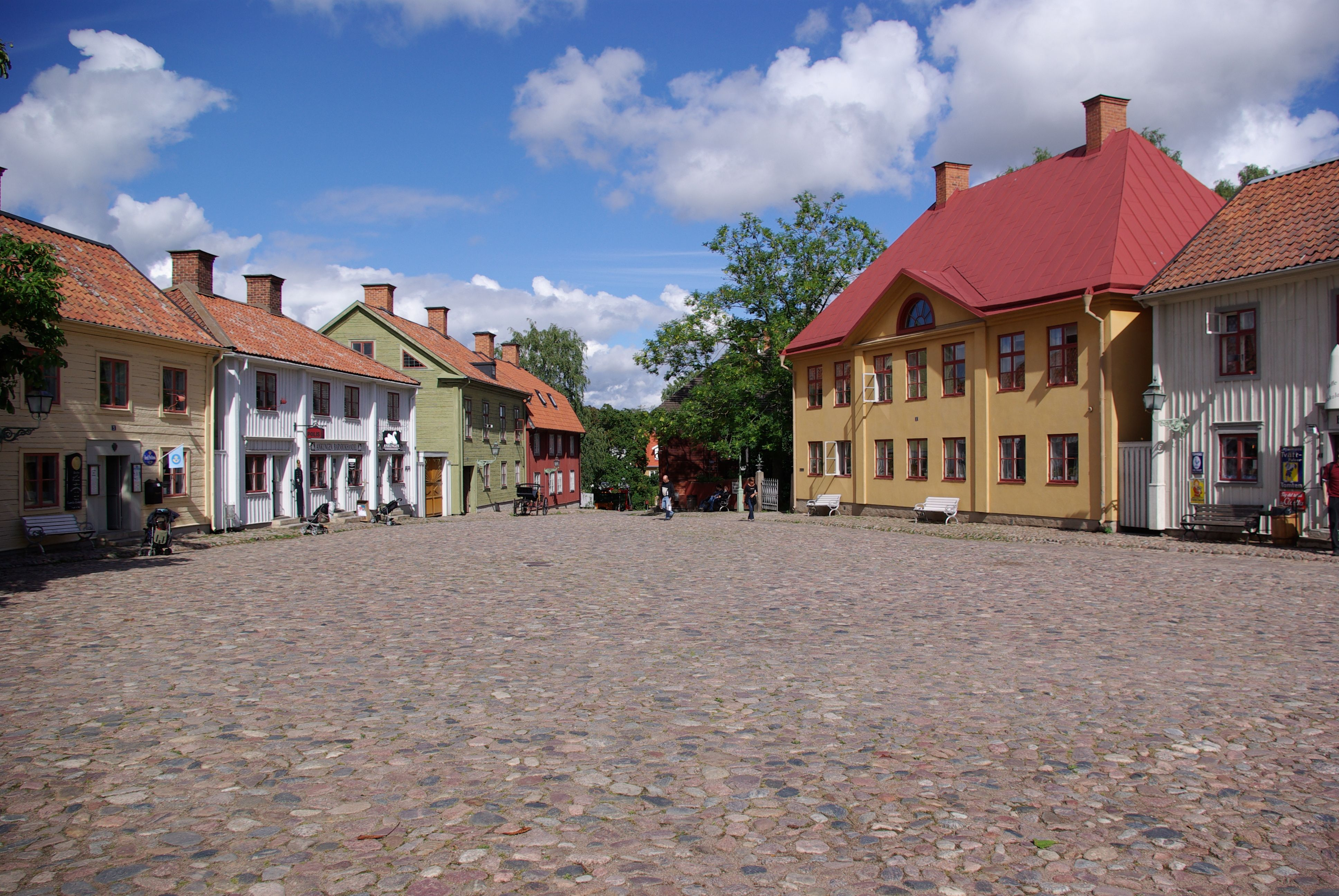
Der Hauptplatz mit dem Café (rechts)

Gamla Linköping ist ein Freilichtmuseum in Linköping in Schweden. Das Museum zeigt wie eine Kleinstadt vor etwa hundert Jahren in Schweden ausgesehen hat.
In Gamla Linköping stehen mehr als neunzig Häuser und Gebäude. Die Gebäude stammen alle aus der Innenstadt von Linköping und wurden hierher versetzt. Die Häuser mussten Neubauten weichen. Die Häuser sind heute noch bewohnt, daher wirkt das Museum eher wie ein altertümliches Stadtviertel. Erhalten ist auch das Kopfsteinpflaster, die Laternen und die roten Zäune, wie sie vor etwa hundert Jahren in Schweden üblich waren.
In verschiedenen Häusern sind kleine Museen aufgebaut. Im Einzelnen sind das:
- Baron von Lingens Hof: Das Holzhaus wurde 1724 erbaut. Die Einrichtung ist nach einem Stand von 1820 rekonstruiert worden.
- Carin Nilsons Villa: Es ist das Elternhaus der Bildhauerin Carin Nilson. Das Haus wurde 1882 erbaut. Die Einrichtung stammt aus der Zeit des Anfangs des Zwanzigsten Jahrhunderts.
- Solliden: eine Arbeiterwohnung aus den 1920er-Jahren. Hier wohnten Albin Andersson mit seiner Frau Lisa und seinem Sohn Nils. Albin Andersson war Holzfäller und Waldarbeiter.
- Schulmuseum: Es war die erste Schule für Mädchen in Linköping. Es sind drei Klassenzimmer und die Wohnung der Lehrerin zu sehen, so wie jene vor etwa hundert Jahren ausgesehen haben.
- Seilerei: Es ist das Bürogebäude der Seilerei, einer der größten Fabriken in Linköping vor hundert Jahren. Im hinteren Teil des Hauses wird die Herstellung von Seilen demonstriert.
- Kaufladen: 1873 wurde in diesem Haus das erste Geschäft eröffnet. Heute werden Bonbons in Papiertüten wie vor hundert Jahren verkauft.
- Apotheke: zeigt eine Apotheke und deren Einrichtung wie vor etwa hundert Jahren.

Weiter gibt es ein Wirtshaus (Wärdshuset) mit einer alten Kegelbahn und das Cafe Dahlberg.